# Avenida San Isidro Labrador

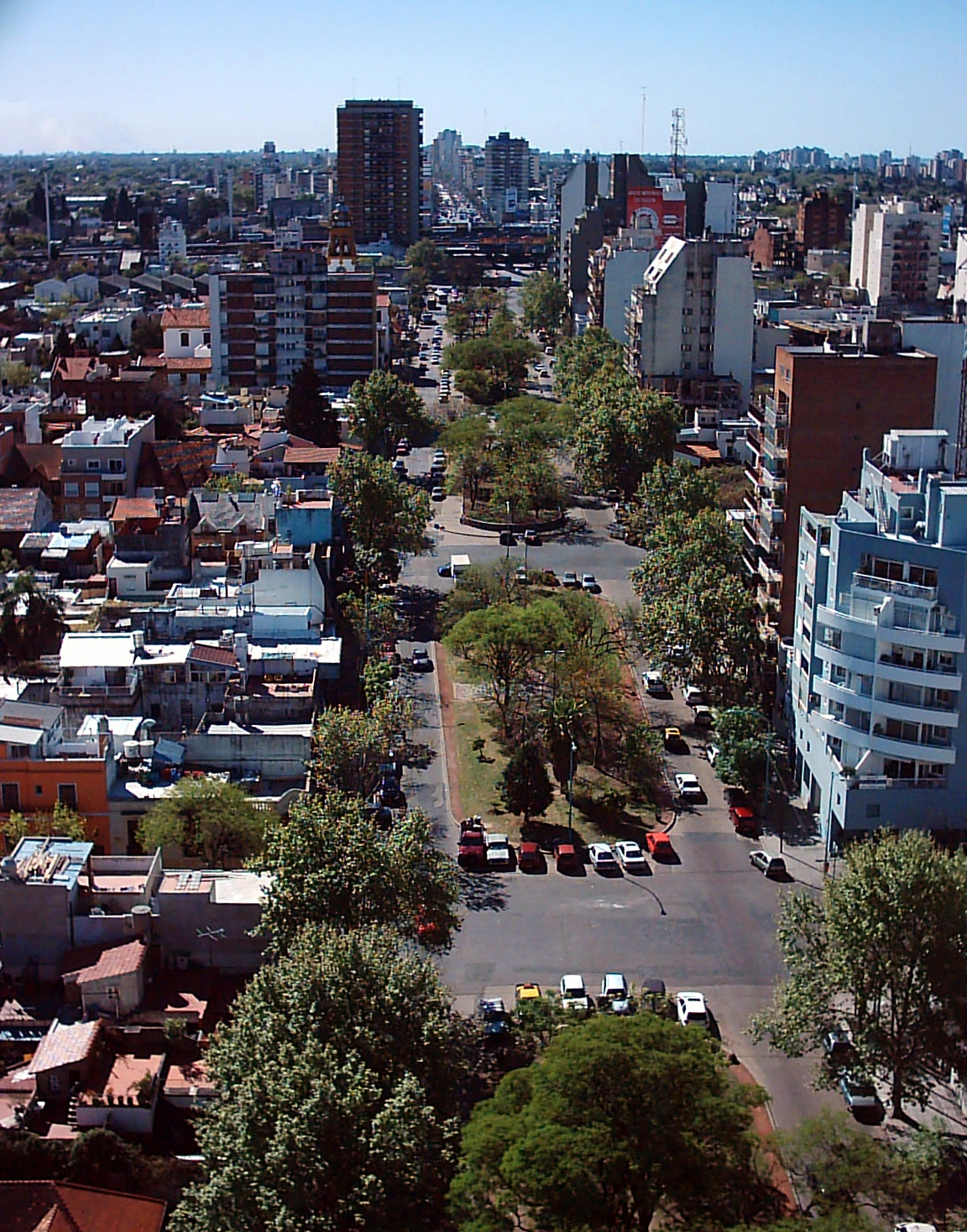
Imagen del boulevard.

La Avenida San Isidro Labrador, también conocida como Avenida San Isidro, es un boulevard en el barrio de Saavedra, en el norte de la ciudad de Buenos Aires. Confluye con la Avenida Cabildo al norte, a metros del Puente Saavedra y vuelve a confluir con la misma Avenida Cabildo al sur, teniendo apenas 900 metros de longitud.

## Toponimia
Su nombre homenajea a Isidro Labrador (1080-1130), santo cuya festividad se celebra el día 15 de mayo. San Isidro Labrador estuvo casado con Santa María de la Cabeza.

## Recorrido
La avenida San Isidro Labrador es la única en toda la ciudad de Buenos Aires que comienza y termina en una misma arteria, la avenida Cabildo. 
Nace en su intersección entre la avenida Cabildo y la calle Calle Paroissien y finaliza casi 10 cuadras después, a pocos metros del Puente Saavedra. 
Su trayecto es casi paralelo a Cabildo, a solo una cuadra de esta avenida y con la misma numeración.

## Características
Sus principales atractivos son el amplio bulevar que la recorre y la tranquilidad que domina la zona. El bulevar de la avenida permite que San Isidro sea una avenida de doble sentido para el tránsito.
La avenida San Isidro Labrador se diferencia de otros bulevares porteños (como la Avenida García del Río o el bulevar Comodoro Rivadavia, ambas muy próximas a esta) por su diseño, en varios tramos se forman plazoletas verdaderamente amplias, como la Carlos Malagarriga, en la Avenida San Isidro Labrador con la esquina de la calle Vilela. 
Además el bulevar de la avenida está muy forestado, algo no muy frecuente en este tipo de arterias. En algunos sectores se han emplazado bancos y juegos, por lo que es común ver durante todo el día a los más chicos disfrutar del tobogán y las hamacas y a los vecinos que pasean sus perros. 
Desde Paroissien hasta Ruiz Huidobro se interna cuadra a cuadra en el corazón de Saavedra. Al llegar a esa calle, cambia la dirección y gradualmente va cerrándose hasta encontrarse nuevamente con Cabildo. Siendo el dibujo de la avenida una especie de búmeran.

## Zona Comercial
La avenida no se caracteriza por tener una gran actividad comercial, ya que la mayoría de los comercios de la zona se encuentran a escasos metros sobre la Avenida Cabildo, aunque sí existen algunos pequeños comercios.
Los dos comercios más destacados de la avenida son la tradicional Heladería Chungo, en la esquina de la Avenida San Isidro y la calle Arias, y la casa de comida patagónica, en la esquina de la calle Correa.

## Zona Residencial
La avenida es mayormente residencial, intercalandosé casas y grandes edificios.
La vereda impar (la más cercana a Cabildo), se puede edificar en alto y, por lo tanto, está dominada por los edificios, los cuales en su mayoría, son de 7 u 8 pisos y fueron construidos durante las décadas del '80 y '90.
De la vereda par (la más lejana a Cabildo) solo hay casas o edificios que no superan las tres plantas, esto se debe a que la calificación de la zona es "residencial" por lo que no se permite la construcción de edificios más altos a 3 pisos. Luego del cruce de la avenida con la Avenida Ruiz Huidobro, la calificación vuelve a cambiar, en una de las esquinas de dicho cruce se encuentra un edificio de más de 10 pisos.

## Parroquia San Isidro Labrador
En la Avenida San Isidro Labrador al 4630 (casi esquina con la calle Arias) se encuentra una parroquia fundada el año 1932
Entrando a la izquierda del edificio, la parroquia tiene un despacho al cual continua un corredor interior. En la parte alta del edificio existe una original pintura. Se accede por unas escalinatas, teniendo una gran puerta de acceso, la misma fue muy concurrida los domingos en los años '80.